# THE MYSTERY DAY〜有名人連続失踪事件の謎を追え〜
『THE MYSTERY DAY〜有名人連続失踪事件の謎を追え〜』（ザ ミステリー デイ ゆうめいじんれんぞくしっそうじけんのなぞをおえ）は、2023年10月7日に日本テレビ系で19時56分 - 22時54分に放送されたテレビドラマ
。主演はユースケ・サンタマリア。
日本テレビ開局70年特別番組「THE MYSTERY DAY」内で都内の映画館から生中継される視聴者参加型のミステリードラマで、視聴者は番組中に事件の黒幕を公式サイトから投票することができ、正解した人の中から賞金総額1千万円をプレゼントする抽選企画が実施される。
ドラマ「あなたの番です」「真犯人フラグ」のスタッフが制作に携わっており、「主要キャスト24人、全員黒幕・全員容疑者」のコンセプトで推理サスペンスがスリリングに展開される。

## キャスト

### 主要人物
戸隠九十九（とがくし つくも）〈52〉
演 - ユースケ・サンタマリア
警視庁捜査一課の刑事。坊ちゃん育ちのエリートで、IQ200の頭脳を持つが、極度の怖がりという致命的な欠点を持ち、「使えない」刑事の烙印を押されている。愛車はシトロエン・2CV
安藤花恵（あんどう はなえ）〈28〉
演 - 川栄李奈
警視庁中通り警察署の交番勤務の警察官。猪突猛進型の武闘派。九十九とバディを組む。

### 警視庁
奥野昇平（おくの しょうへい）〈31〉
演 - 町田啓太
サイバー犯罪対策課の特別捜査官。「カサブランカX」事件の担当だったが、夏目失踪事件の捜査に参加。
久遠真梨華（くおん まりか）〈38〉
演 - 松本まりか
捜査一課のエース刑事。連続殺人「カサブランカX」事件の捜査を担当。
真木慶太（まき けいた）〈28〉
演 - 佐藤寛太（劇団EXILE）
捜査一課の新人刑事。花恵と同期。真面目で素直。
島貫彰夫（しまぬき あきお）〈37〉
演 - 鈴之助
捜査一課の中堅刑事。露骨に九十九をお荷物扱いする。
小磯一高（こいそ かずたか）〈52〉
演 - 高嶋政伸
捜査一課長。九十九の同期。
安川久志（やすかわ ひさし）〈55〉
演 - 阪田マサノブ
中通り警察署刑事課の課長。警察内部の事情通で、目上の人物には接待モード。
神田林則夫（かんだばやし のりお）〈43〉
演 - 劇団ひとり
サイバー犯罪対策課所属。

### 夏目恭輔事務所
夏目恭輔（なつめ きょうすけ）〈40〉
演 - 小栗旬
与党・民自党の衆議院議員。何者かに拉致される。
結城勉（ゆうき つとむ）〈55〉
演 - 迫田孝也
私設秘書兼運転手。夏目を初当選の頃から支える盟友。
坂居環（さかい たまき）〈46〉
演 - 片岡礼子
ボランティアスタッフ。初当選の頃から支える、夏目の熱心な支持者。
工藤百合（くどう ゆり）〈55〉
演 - 峯村リエ
政策秘書。クールでドライ。夏目を総理大臣にすることが夢。

### その他
江戸川コナン
声 − 高山みなみ
アニメ『名探偵コナン』の主人公で本番組のナビゲーターとして出演。
橘美沙（たちばな みさ）〈28〉
演 - 中条あやみ
夏目と熱愛がうわさされているマルチタレント。報道キャスターになりたい夢があり、社会問題や国際情勢、経済などを勉強する努力家。
祐司（ゆうじ）〈24〉
演 - 宮世琉弥
ニート。1日中、PCの前にいる。実は小磯捜査一課長の息子。
ギャロ〈37〉
演 - 笠原秀幸
暴露系インフルエンサー。本名：山田喜三郎。個人情報を特定する「特定班」が集う、まとめページを運営する。
オサム〈41〉
演 - 阿部亮平
有名人が通うバー「ROSY」のバーテンダー。逮捕後に本名：八村修〈38歳〉と報道された。
宮原梓（みやはら あずさ）〈49〉
演 - 木村多江
夏目が通う花屋の店主。
溝口弥太郎（みぞぐち やたろう）〈66〉
演 - 笑福亭鶴瓶
タクシー運転手。九十九と花恵の捜査に協力し、花恵に懐かれる。
武田真一（たけた しんいち）〈56〉
演 - 武田真一（本人役）
情報番組『DayDay.』のMC。事件について毎日報道している。
野田桃花（のだ ももか）〈30〉
演 - 佐藤栞里
女優。夏目の高校の後輩。
池崎慧（いけざき さとる）〈41〉
演 - 池崎慧（本人役）
芸人・サンシャイン池崎。武藤と飲み友達。
武藤三朗（むとう さぶろう）〈53〉
演 - 原田泰造
帯の情報番組やニュースの冠番組をもつ大物司会者。
溝口七菜子（みぞぐち ななこ）
演 - 華優希
中学校教師。溝口弥太郎の娘。奥野昇平の婚約者。2021年9月29日の夜、路上で少年に刺殺された。
七菜子を刺殺した少年
演 - 山崎雄大
ネットの「溝口七菜子が少女売春組織の元締め」というデマを信じて七菜子を襲う。
刑事部長
演 - 長谷川公彦
野田桃花誘拐犯を取り逃がした戸隠と花恵を叱責する。
男性
演 - 名倉右喬
「カサブランカX」に襲われるが逃げてなんとか生き残った男性。
ストーカー
演 - 中山求一郎
かつての宮原梓のストーカー。宮原と戸隠の反撃で死亡した。
柴田千明
演 - 太田美恵
野田桃花のマネージャー。
マネージャー
演 - 南彩加
橘美沙のマネージャー。
女性
演 - 松田陽子、正木佐和
9月12日に夏目恭輔を見かけなかったかと宮原の花屋の前で戸隠と花恵に聞き込みを受ける。
司会者
演 - 東條織江
民自党有権者懇談会の司会者。
ボランティア
演 - 周本絵梨香
夏目事務所のボランティア。
DayTuber
演 - 片山智勝、ジョン（スパイシーガーリック）（本人役）
DayTubeの「スパイシーガーリックちゃんねる」で事件について配信する。
記者
演 - 奥田由香、若林秀敏、名取えりか
警察発表および夏目恭輔の記者会見に出席する記者。
小磯の妻
演 - 高谷智子
小磯一高・捜査一課長の妻。
松田謙二郎、宮沢隆也、鬼倉圭祐
演 - 松村遼、宮田龍樹、鬼倉龍大
オサムの仲間。身代金を狙って池崎と武藤を誘拐する。
喧嘩する男
演 - とっきー、脇ボーガン（のんのん）
野田桃花がインスタライブをするスタジオ前で喧嘩していた男たち。
教え子
演 - 小畑依音
売春グループにつかまっていたところを溝口七菜子に救われた。
アナウンサー
演 - 菅谷大介、畑下由佳、佐藤梨那、黒田みゆ（日本テレビアナウンサー）
各担当番組で事件を伝える。
ナレーション
声 - 中村悠一
VTRのナレーション。

## ドラマスタッフ
- 脚本 - 清水友佳子[1]
- 演出 - 佐久間紀佳[1]
- 音楽 - 林ゆうき、橘麻美[1]
- 警察監修 - 吉川祐二
- 医療監修 - 中澤暁雄
- 法律監修 - 中澤佑一
- VFX - 諸星勲
- アクションコーディネーター - 柴原孝典
- チーフプロデューサー - 田中宏史[1]
- プロデューサー - 鈴間広枝、松山雅則[1]
- 制作協力 - トータルメディアコミュニケーション[1]
- 製作著作 - 日本テレビ[1]